# بخش بوستان (باشت)
بخش بوستان یکی از بخش‌های تابعهٔ شهرستان باشت در استان کهگیلویه و بویراحمد ایران است. این بخش از ۲ دهستان به نام‌های بابوئی و تلخاب تشکیل یافته و مرکز آن شهر بوستان (باشت) و پر جمعیت ترین و زیباترین  روستای آن چاهتلخاب علیا است.